# Kristián Oldřich II. Württemberský
Kristián Oldřich II. Württemberský (německy Christian Ulrich II. von Württemberg, 27. ledna 1691 Zbytowa – 7. února 1734 Stuttgart) byl württemberský vévoda z württemberské dynastie.

## Životopis
Kristián Oldřich II. byl nejmladším synem württemberského vévody a olešnického knížete Kristiána Oldřicha I. (1652-1704) z jeho druhého manželství s princeznou Sibylou Marií (1667-1693), dcerou vévody Kristiána I. Sasko-Merseburského.
Kristián Oldřich II. studoval ve Frankfurtu nad Odrou a na Vojenské akademii v Berlíně. Později bydlel na venkovském panství poblíž města Bierutówa v obci Brzozowiec, přejmenováné na Wilhelminenort na počest jeho nevlastní matky Žofie Vilemíny (1659-1698). 
V roce 1723 během cesty do Říma konvertoval ke katolicismu.
Zemřel v roce 1734 ve Stuttgartu ve věku 42 let. Jeho syn se stal později po svém bezdětném strýci olešnický vévodou.

## Rodina
Kristián Oldřich II. se v roce 1711 oženil s Filipinou Šarlotou (1691–1758), dcerou vévody Erdmanna z Redernu Krappitz. Z jejich manželství se narodilo šest dětí:
- Alžběta Žofie Šarlota (1714 - 1716)
- Ulrika Luisa (1715 - 1748), jeptiška v opatství Gandersheim.
- Karel Kristián Erdmann (1716 – 1792), vévoda württemberský a kníže olešnický
- Vilemína (1719 – 1719).
- Františka (1724 – 1728).
- Frederika Johana (1725 - 1726)[1]